# 新伊丹駅
新伊丹駅（しんいたみえき）は、兵庫県伊丹市梅ノ木二丁目にある、阪急電鉄伊丹線の駅。駅番号はHK-19。

## 歴史
当初は開設が予定されていなかったが、伊丹市内で住宅ブームが巻き起こり阪急も「新伊丹住宅」の売り出しを開始したため、これに合わせて駅が新設された。

### 年表
- 1935年（昭和10年）3月1日：阪神急行電鉄（阪急電鉄の前身）伊丹線の稲野駅 - 伊丹駅間に新設開業[3]。
- 1995年（平成7年）
  - 1月17日：阪神・淡路大震災で伊丹駅が被災し、全線が運休となる[2]。
  - 1月21日：塚口駅 - 新伊丹駅間が復旧[2]。
  - 3月11日：新伊丹駅 - 伊丹仮駅間が復旧[2]。その後、1998年（平成10年）に全線運行再開。
- 2013年（平成25年）12月21日：駅ナンバリング導入。

## 駅構造
相対式ホーム2面2線を有する地上駅。分岐器や絶対信号機を持たないため、停留所に分類される。
駅舎（開業当時からのもの）・改札口は各ホーム毎に駅の北端（伊丹寄り）にある。改札内で各ホーム間を連絡する跨線橋などは設置されていないため、反対側のホームへは、駅舎に隣接する改札外の踏切を経由することになる。
なお、1980年代半ばまでは構内踏切が設置されていたが、阪急電鉄の方針により乗客用の構内踏切は撤去された。このため誤って入場した場合は、駅員に申し出て出場することになるが、塚口方面行きの改札口は無人化されているため、改札付近にあるインターホンで駅員を呼び出す必要がある。
かつて駅の南側（塚口寄り）には渡り線が設置されていたが、阪神・淡路大震災で伊丹駅が被災した時の復旧作業中に当駅が終着駅となっていた間に使用されていただけで、のちに完全に撤去されている。また、それ以前には、塚口方面行きホームの外側(東側)に、塚口方にのみ向く側線があり、荷電に引かれた工事用貨車が停まっていたこともあった。
トイレや待合室は塚口方面行きのホームに設置されている。また、伊丹行きのホームの南半分には屋根が設置されていない。この他、かつては伊丹行きホームの改札口前に売店の「ラガールショップ」があったが隣の稲野駅と同時期に撤退しており、売店の跡地には清涼飲料水の自動販売機と証明写真撮影機が設置されている。2016年（平成28年）には、コンビニのセブン-イレブンが塚口行きホームの改札口前に出店した。

### のりば
| 号線 | 路線    | 方向 | 行先                                 |
| ---- | ------- | ---- | ------------------------------------ |
| 1    | ■伊丹線 | 下り | 伊丹行き                             |
| 2    | ■伊丹線 | 上り | 塚口・大阪梅田・神戸・京都・宝塚方面 |

※実際には構内にのりば番号表記はないが、スマートフォン向けアプリ「阪急沿線ナビ」の発車案内機能では、伊丹方面が1号線、塚口方面が2号線と表示されている。

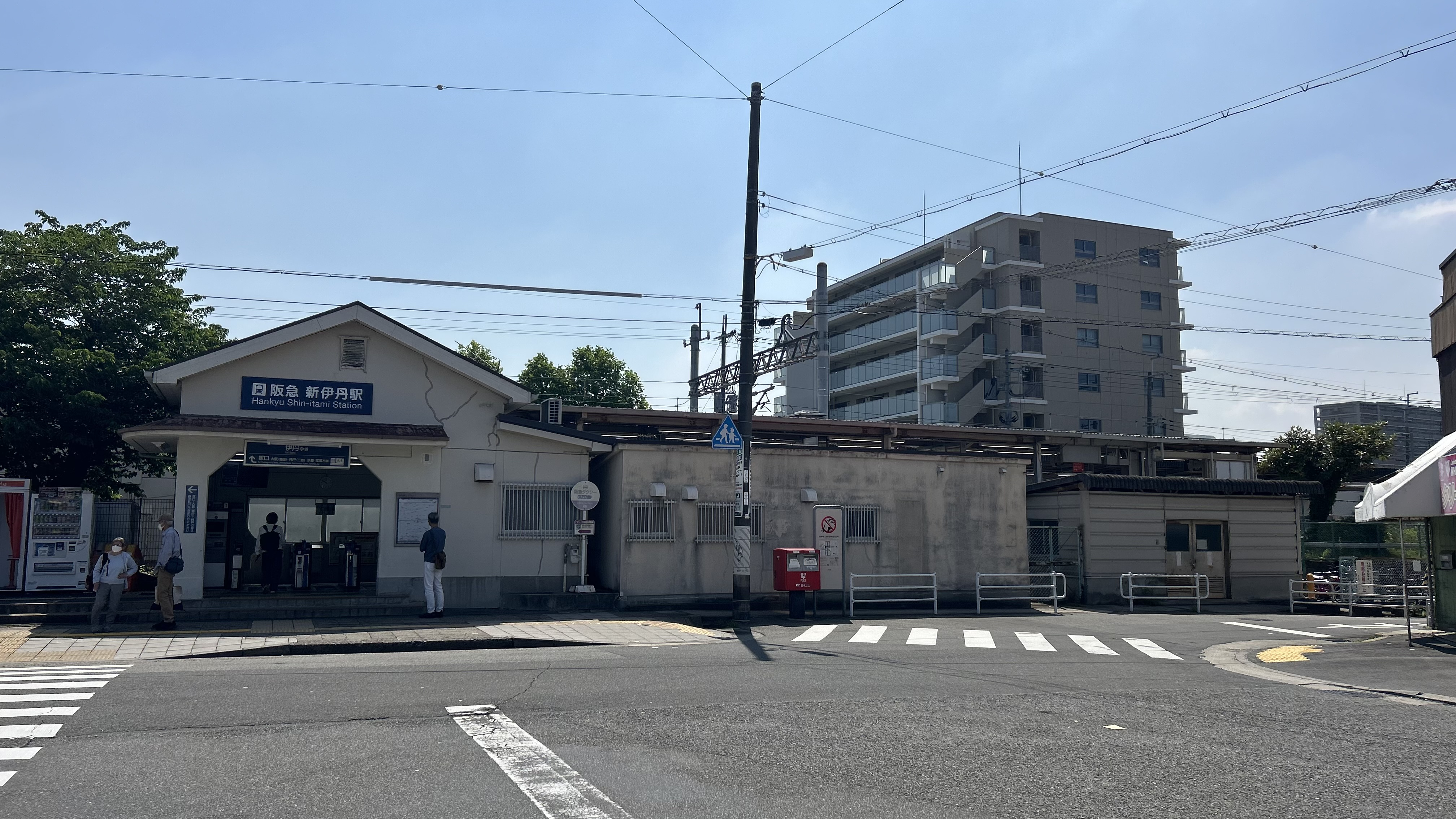
駅舎（伊丹方面）
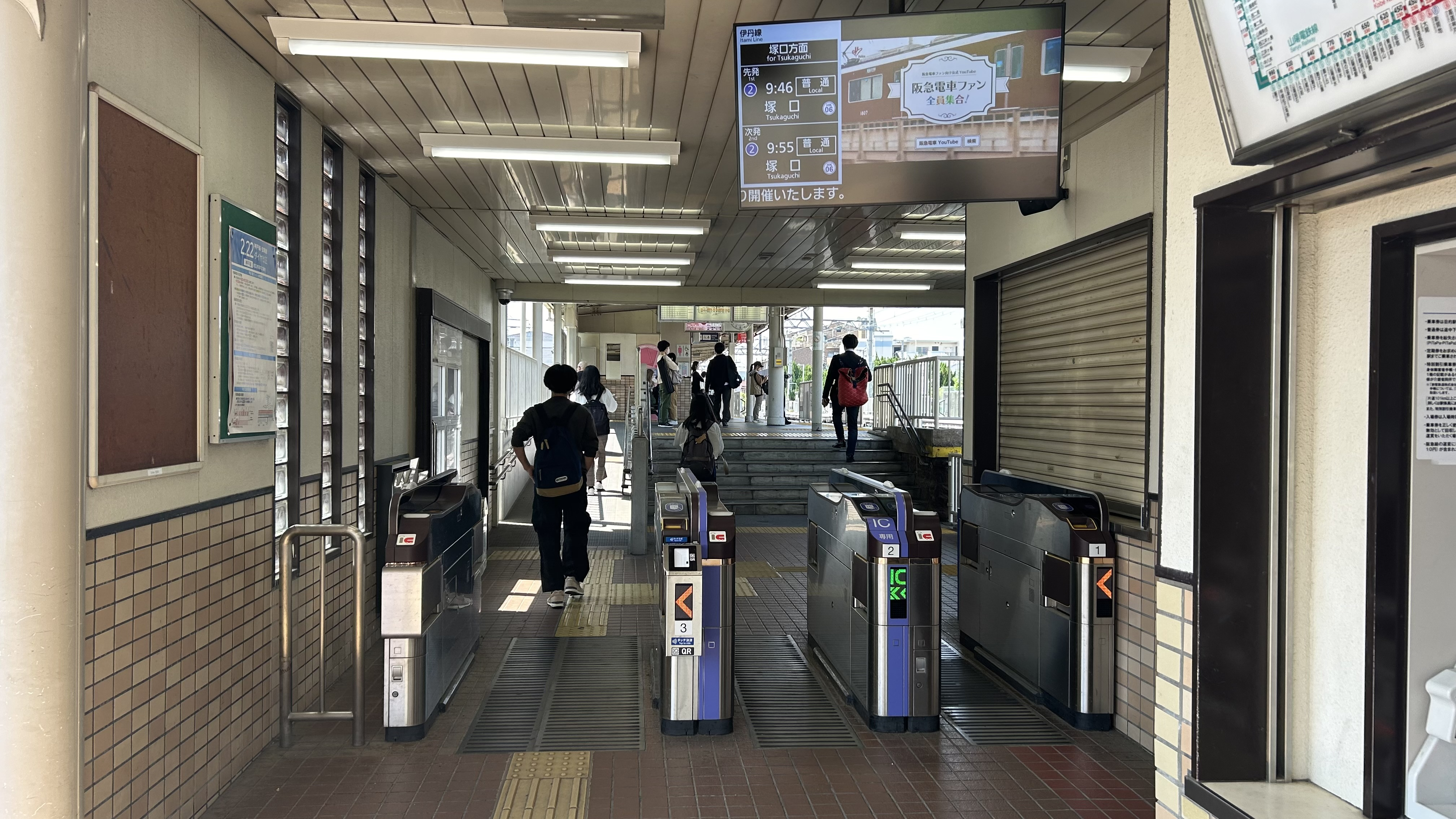
東改札口
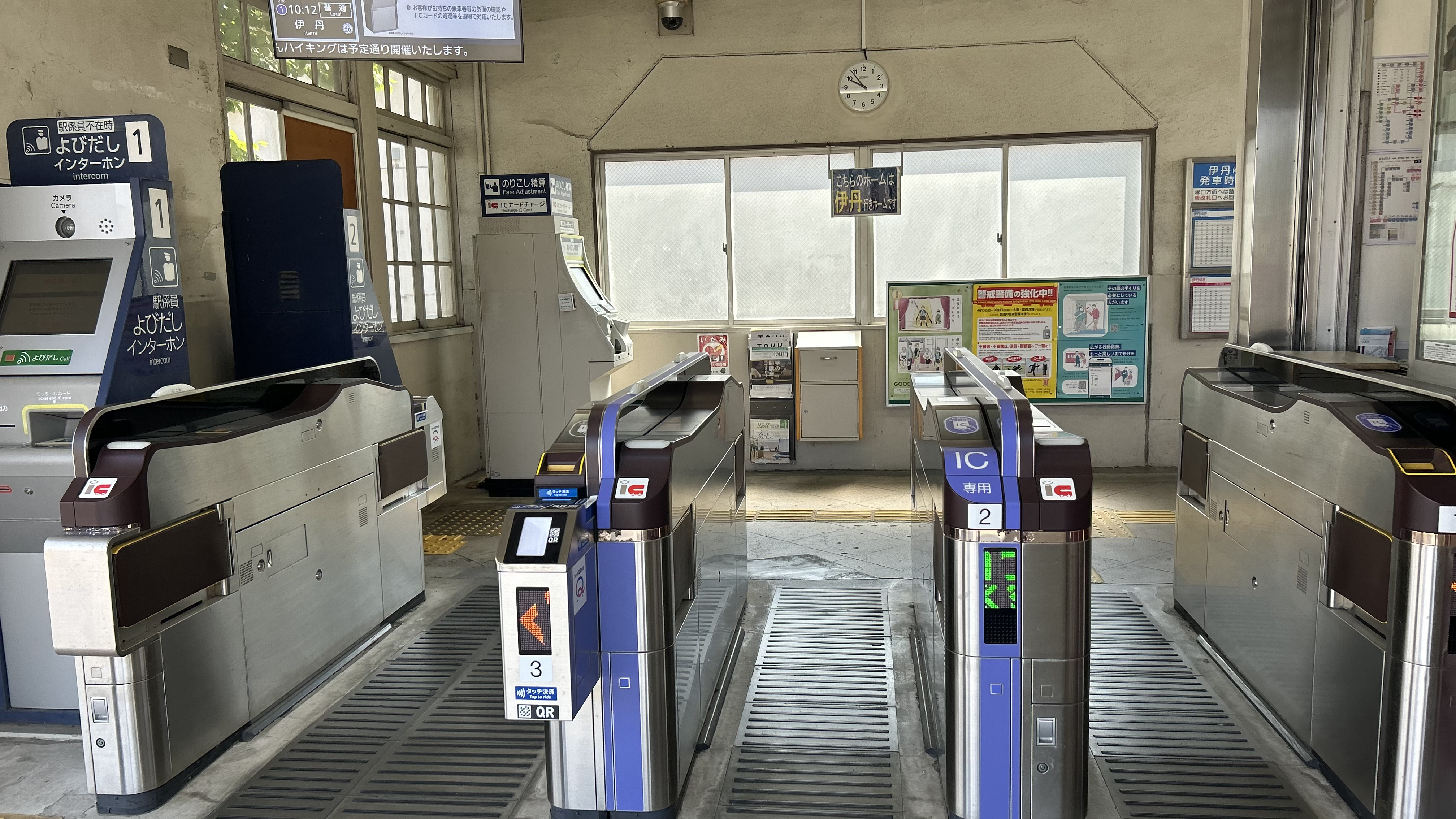
西改札口
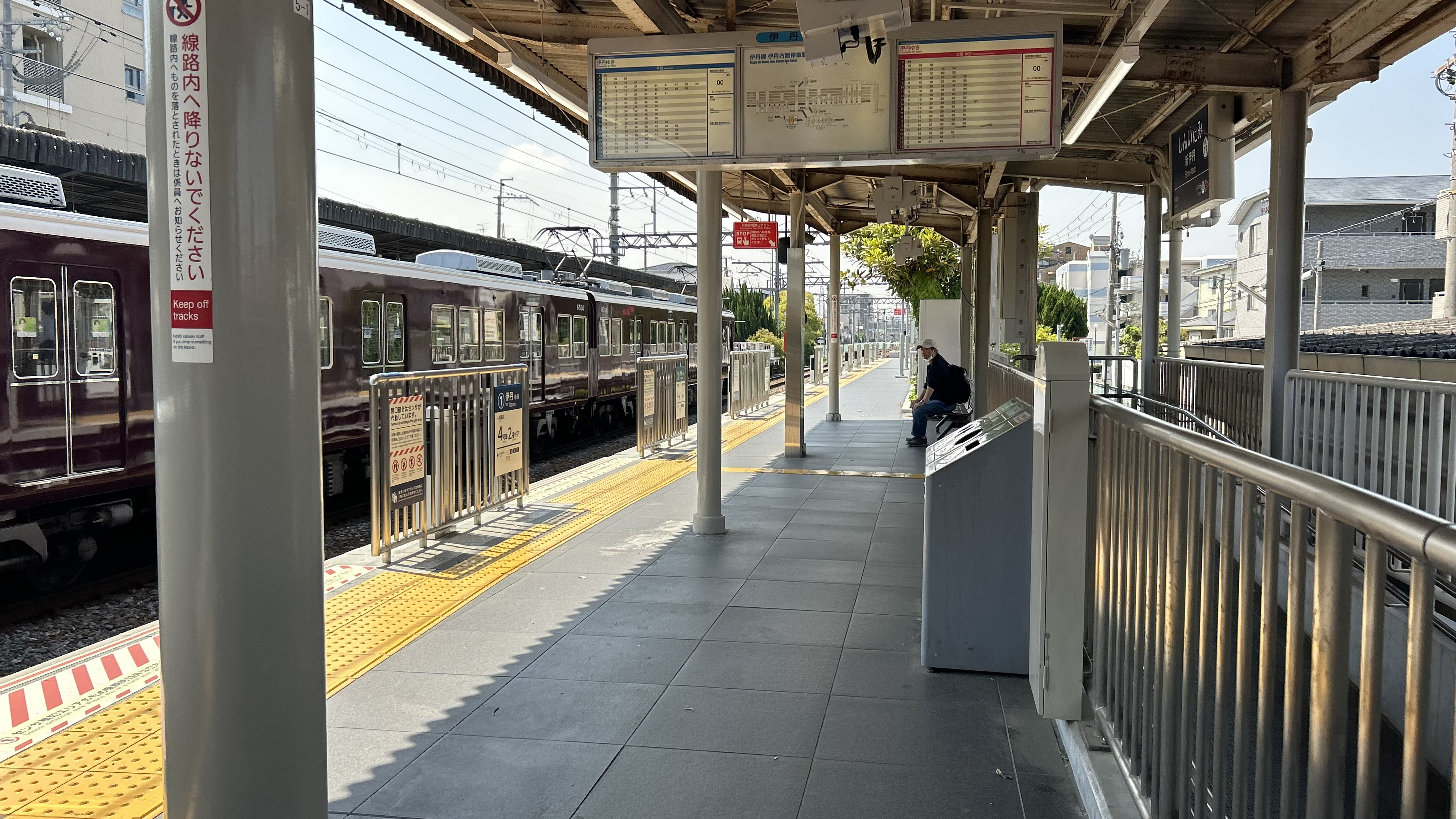
伊丹方面ホーム
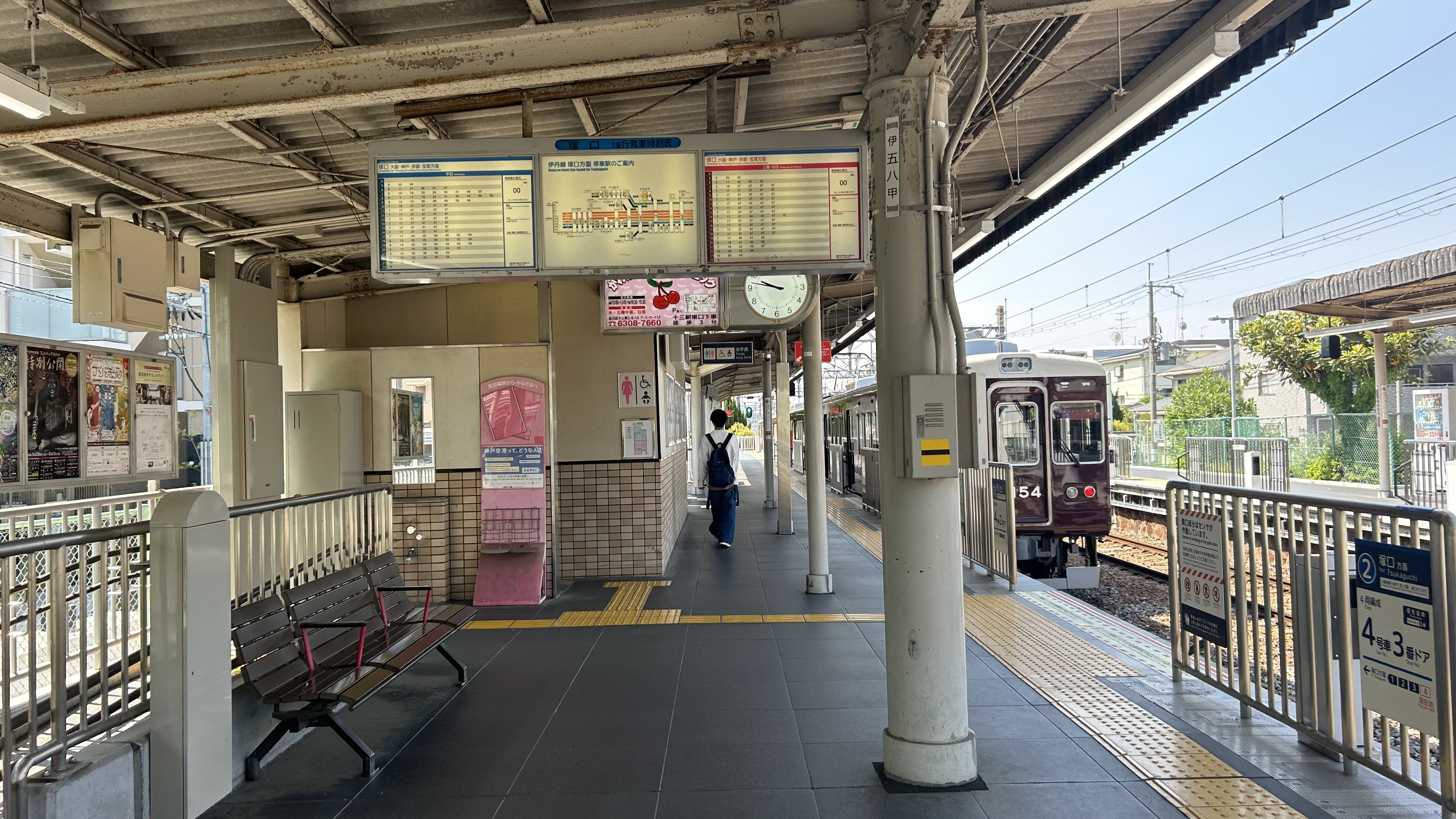
塚口方面ホーム
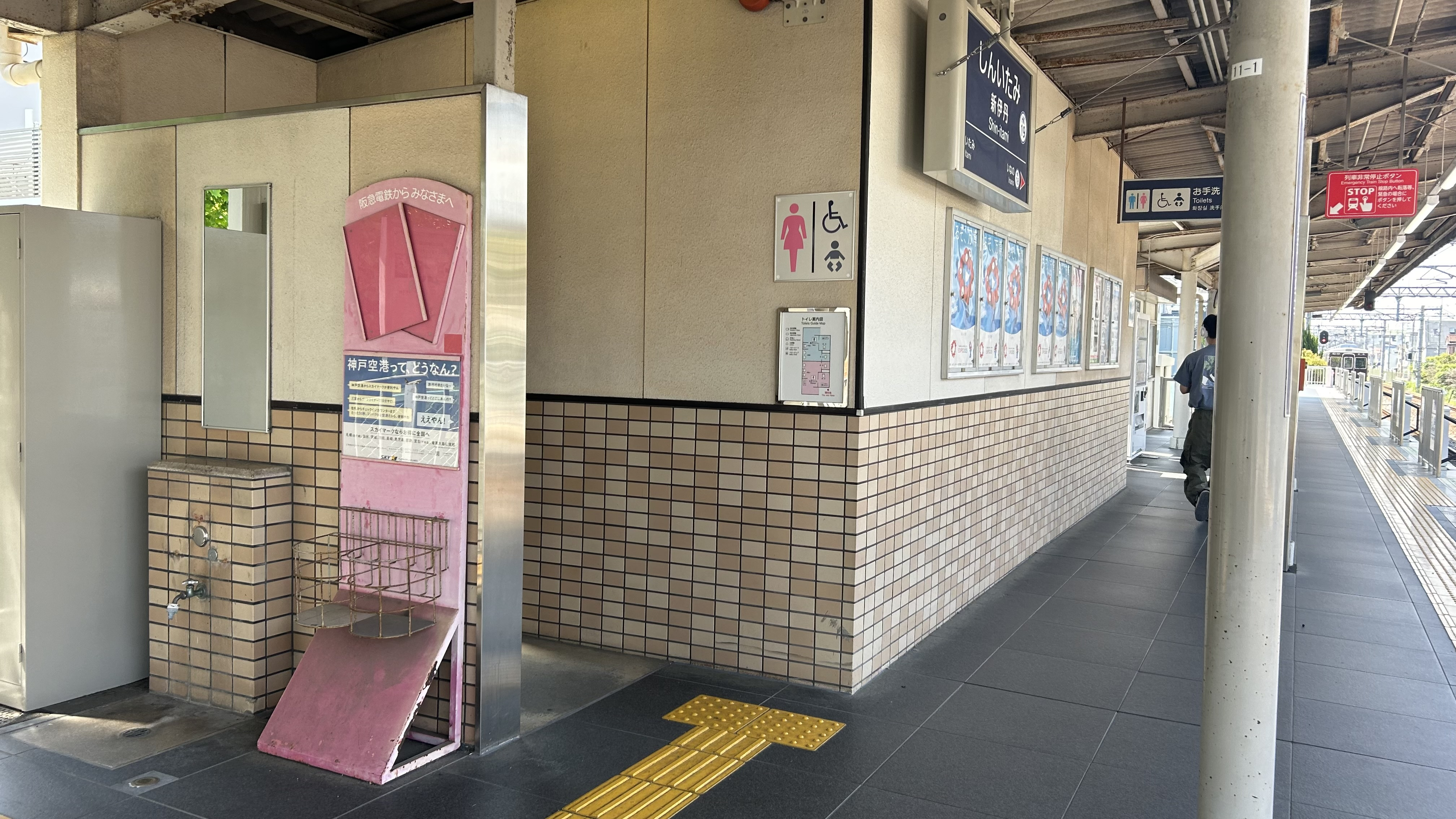
トイレ

## 利用状況
2023年の1日平均乗降人員は6,478人である。阪急電鉄の駅では第81位。
「伊丹市統計書」によると、近年の当駅における1日の乗降人員は以下の通り。
| 年次               | 特定日   | 特定日   | 特定日   | 通年平均 |
| 年次               | 調査日   | 乗降人員 | 乗車人員 | 乗降人員 |
| ------------------ | -------- | -------- | -------- | -------- |
| 2005年（平成17年） | 11月08日 | 7,610    | 3,886    | -        |
| 2006年（平成18年） | 11月14日 | 7,761    | 3,982    | -        |
| 2007年（平成19年） | 11月13日 | 7,787    | 3,975    | -        |
| 2008年（平成20年） | 11月13日 | 7,767    | 3,971    | -        |
| 2009年（平成21年） | 11月10日 | 7,725    | 3,667    | -        |
| 2010年（平成22年） | 11月09日 | 7,154    | 3,654    | -        |
| 2011年（平成23年） | 11月08日 | 7,091    | 3,602    | -        |
| 2012年（平成24年） | 11月13日 | 7,116    | 3,626    | -        |
| 2013年（平成25年） | 11月13日 | 7,189    | 3,660    | -        |
| 2014年（平成26年） | 11月04日 | 7,104    | 3,661    | -        |
| 2015年（平成27年） | 11月10日 | 7,392    | 3,787    | -        |
| 2016年（平成28年） | 11月15日 | 7,490    | 3,814    | -        |
| 2017年（平成29年） | 11月7日  | 7,607    | 3,854    | 6,706    |
| 2018年（平成30年） | 11月13日 | 7,627    | 3,896    | -        |
| 2019年（令和元年） | 11月12日 | 7,926    | 4,042    | 6,864    |
| 2020年（令和2年）  |          |          |          | 5,252    |
| 2021年（令和3年）  |          |          |          | 5,396    |

## 駅周辺
駅の西口には公園「ローズレー梅ノ木」を併設したロータリーがあり、道路が放射状に延びている。西に徒歩7分ほどの所には世界的に有名なバラの品種を数多く作出しているナーセリーのイタミ・ローズ・ガーデンが在ったが、2013年に大阪府豊能郡能勢町へ移転している。
また、南隣の稲野駅との間で山陽新幹線の高架橋と交差する。
- 平松公園 - 駅の東側。花時計がある。
- ローズレー梅ノ木 - 駅の西側。バラと噴水がある。
- コープこうべ 伊丹店 (建て替えのため休業中)
- 新伊丹郵便局 - 南西に徒歩5分。
- 阪急バス伊丹営業所 - 東の産業道路沿いにある。
- 伊丹市立児童会館こらくる - 西の五合橋線沿いにある。
- 伊丹市立伊丹高等学校 - 同じく五合橋線沿いにある。
- 伊丹市立南中学校 - 稲野駅からもアクセスできる。
- 東リ本社工場 - JRの線路を挟んで東側。
  - 東リ インテリア歴史館 - 企業博物館、登録有形文化財。

## 隣の駅
阪急電鉄
■伊丹線
稲野駅 (HK-18) - 新伊丹駅 (HK-19) - 伊丹駅 (HK-20)